# جيريمياه ماسون
جيريمياه ماسون (بالإنجليزية: Jeremiah Mason)‏ هو محامي وسياسي أمريكي، ولد في 27 أبريل 1768 في لبانون في الولايات المتحدة، وتوفي في 14 أكتوبر 1848 في بوسطن في الولايات المتحدة. حزبياً، نشط في الحزب الفيدرالي الأمريكي. وقد انتخب عضو مجلس الشيوخ الأمريكي.